# ニッカーボッカーズ

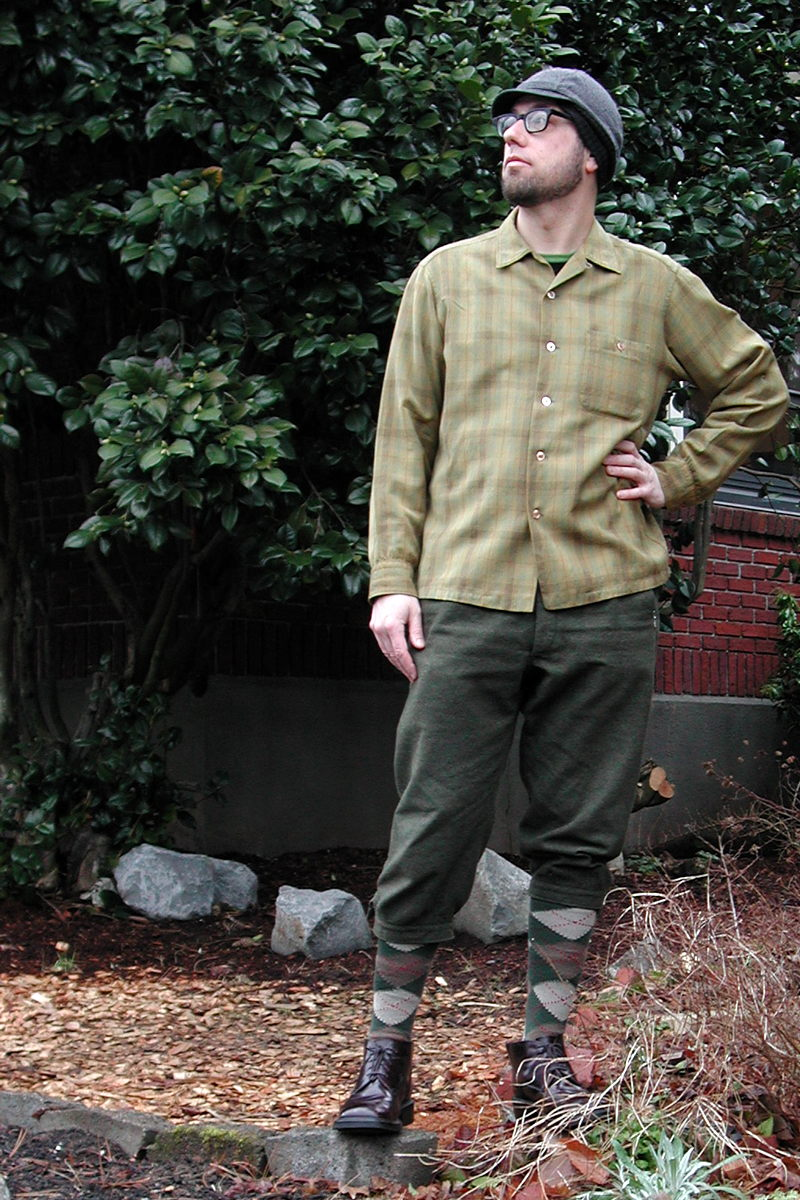
ニッカーボッカーズ

ニッカーボッカーズ（英: Knickerbockers）はズボンの一種で、長さが膝下までですそがくくられた短ズボン。野球、ゴルフなどのスポーツウェアとして広まり、現在日本では土木・建設工事の作業服として多く見られる。ニッカ（ー）ボッカ（ー）（ズ）、ニッカポッカ、ニッカズボン、ニッカー（ズ）とも呼ばれる。

## 名前の由来
ニッカーボッカーズの起源は、オランダからアメリカへの移民が着用していたブリーチズと呼ばれる短ズボンである。
1809年、ワシントン・アーヴィングが『ニューヨークの歴史』というニューヨーク（旧ニューアムステルダム）に住むオランダ人移民者についての本を著した。この時、アーヴィングはオランダ系の名前であるディートリヒ・ニッカーボッカー (Diedrich Knickerbocker) というペンネームを用いた。この本が人気を博してくると、次第にニューヨークのソーシャライトを形成したオランダ人移民とその子孫のことを"ニッカーボッカー"と呼ぶようになり、さらに本の挿絵で彼らがはいていた短ズボンがニッカーボッカーズという名前で呼ばれるようになった。
現在でも英語でKnickerbockerというとオランダ人移民のことを指す。

## 用途
ニッカーボッカーズが広まった当初、すそが邪魔にならないとして野球・ゴルフ・乗馬・自転車・登山などのスポーツウェアとして多く用いられた。日本でもそれらの用途で広まったが、今では工事現場の作業着として用いられることが多い。また、一部の祭りで、神輿等の担ぎ手が股引と同じ用途で着用する場合も多い。